# 1883 w literaturze
Wydarzenia literackie w 1883 roku.

## Nowe książki
- polskie
  - Matka królów – Józef Ignacy Kraszewski
  - Dom otwarty – Michał Bałucki
- zagraniczne
  - Pinokio – Carlo Collodi
  - Niemili i niekochani - Iwan Wazow

## Urodzili się
- 10 stycznia – Aleksiej Tołstoj, rosyjski pisarz, dramaturg i publicysta (zm. 1945)
- 21 stycznia – Olav Aukrust, norweski poeta (zm. 1929)
- 22 stycznia – Jerzy Bandrowski, polski pisarz (zm. 1940)
- 2 lutego – Johnston McCulley, amerykański prozaik i scenarzysta (zm. 1958)
- 10 lutego – Charles-Albert Cingria, szwajcarski francuskojęzyczny pisarz i publicysta (zm. 1954)
- 27 lutego – Kazimierz Wroczyński, polski pisarz i dziennikarz (zm. 1957)
- 9 marca – Umberto Saba, włoski poeta i prozaik (zm. 1957)
- 17 marca – Bruno Winawer, polski komediopisarz, prozaik, poeta, felietonista, tłumacz (zm. 1944)
- 30 kwietnia – Jaroslav Hašek, czeski powieściopisarz (zm. 1923)
- 9 maja – José Ortega y Gasset, hiszpański filozof i eseista (zm. 1955)
- 12 maja – Fredrik Böök, szwedzki literaturoznawca, krytyk i historyk literatury (zm. 1961)
- 20 maja – Otokar Fischer, czeski literaturoznawca i tłumacz (zm. 1938)
- 22 czerwca – Eleonora Kalkowska, polsko-niemiecka pisarka i aktorka (zm. 1937)
- 16 września:
  - Thomas Ernest Hulme, angielski filozof, poeta i tłumacz (zm. 1917)
  - Zygmunt Lubertowicz, polski poeta, prozaik, publicysta (zm. 1958)
- 17 września – William Carlos Williams, amerykański poeta, pisarz i dramaturg (zm. 1963)
- 29 września – Siergiej Efron, rosyjski publicysta, pisarz i poeta (zm. 1941)
- 8 listopada – Wacłau Łastouski, białoruski publicysta, literaturoznawca (zm. 1938)
- 10 listopada – Olaf Bull, norweski poeta, czołowy przedstawiciel neorealizmu (zm. 1933)
- 19 listopada – Hjalmar Bergman, szwedzki pisarz (zm. 1931)
- 19 grudnia – Guido Gozzano, włoski poeta i prozaik (zm. 1916)

## Zmarli
- 27 lutego – Leopold Abaffy, słowacki pisarz, poeta i dramaturg (ur. 1827)
- 23 maja – Cyprian Kamil Norwid, polski poeta, dramatopisarz, prozaik, artysta plastyk (ur. 1821)
- 28 lipca - Władysław Ludwik Anczyc, polski poeta i dramatopisarz (ur. 1823)
- 3 września – Iwan Turgieniew, rosyjski pisarz (ur. 1818)
- 22 października – Thomas Mayne Reid, pisarz amerykański (ur. 1818)